# Michael C. Rea
Michael C. Rea est un philosophe analytique américain, professeur de philosophie à l'université Notre-Dame-du-Lac. Spécialiste de métaphysique et philosophie de la religion il est également versé en épistémologie et éthique appliquée.

## L'argument contre le naturalisme
Michael Rea fait valoir que les naturalistes ne sont pas justifiés à accepter soit le réalisme des objets matériels, soit le réalisme relativement à d'autres esprits ou le matérialisme. Cela constitue une position pragmatique contre le naturalisme. Ces problèmes peuvent être évités par l'adoption d'un programme de recherche supernaturaliste qui « légitime la croyance en une « certaine » sorte d'être surnaturel ».

## Compréhension du naturalisme par Rea
Selon Rea, le naturalisme est essentiellement un programme de recherche, Par programme de recherche, il entend un ensemble particulier de dispositions de « confiance relativement à certaines façons d'acquérir des informations à l'égard de divers sujets et à se méfier des autres ». Le noyau du naturalisme est, par conséquent, quelque chose qui relève d'une attitude. Il avance que les programmes de recherche « ne peuvent être adoptés sur la base de preuves ». Cette position suggère que l'engagement du naturalisme vis-à-vis de la science n'est qu'une foi laïque, pas meilleure d'un point de vue épistémologique que la religion standard.

## Source de la traduction
- (en) Cet article est partiellement ou en totalité issu de l’article de Wikipédia en anglais intitulé « Michael C. Rea » (voir la liste des auteurs).